# سرینزا
سرینزا (به اسپانیایی: Cerinza) شهری در کلمبیا است که در استان تونداما واقع شده‌است.